# Quân chủ chuyên chế
Quân chủ chuyên chế, chế độ quân chủ tuyệt đối, là chính thể mà quân chủ nắm thực quyền. Hiến pháp không tồn tại hoặc không hề có tác dụng trong chế độ này. Chế độ quân chủ chuyên chế đã có mặt từ thời cổ đại và phát triển mạnh tại các quốc gia phong kiến phương Đông. Chế độ này thịnh hành ở các nước châu Âu vào thế kỷ X.
Chế độ quân chủ chuyên chế cổ đại coi quân chủ tương đương với thần thánh, quân chủ là hình ảnh của thần thánh ở trần thế, lời của quân chủ là ý muốn của thần thánh vì quân chủ là người duy nhất có thể gặp và trao đổi với thần thánh. Và dân chúng phải phục tùng quân chủ như phục tùng thần thánh. Ở Ai Cập cổ đại, Pharaoh được coi là hình ảnh của thần Bầu trời Horus trên trần thế. Hình ảnh trên bia đá Bộ luật Hammurabi, vị vua này đang tiếp nhận ý muốn của thần Công lý Shamash,....
Sang thời phong kiến, đặc biệt ở các nước Á Đông, chế độ quân chủ chuyên chế mang tính chất thế tục hơn, tuy nhiên điều không thay đổi là quân chủ vẫn là người nắm giữ quyền lực tối cao nhưng đã phải dùng tới một bộ máy quan liêu phức tạp từ trung ương tới địa phương để cai trị đất nước. 
Một ví dụ điển hình về chế độ quân chủ chuyên chế châu Âu là nước Pháp dưới triều vua Louis XIV. Các vua Pháp trước thời Louis XIV đã xây dựng chế độ quân chủ tập quyền ở một mức độ nào đó, nhưng Louis XIV mở rộng hơn hẳn. Vào đầu thế kỷ 18, tất cả những người bảo hoàng và phê bình trên khắp nước Pháp và châu Âu đều coi uy quyền của ông là độc đoán. Chế độ quân chủ chuyên chế của ông cũng được các nước Nga, Phổ và Áo noi theo. Đời vua Pyotr Đại Đế, nhà vua cải cách xây dựng chế độ quân chủ chuyên chế Nga, nắm quyền kiểm soát Giáo hội nước Nga khi đó. Cùng thời, vua Phổ là Friedrich Wilhelm I tin chắc rằng một Quân vương phải sáng suốt, và phải là vị cha uy quyền chuyên chính của toàn dân. Trong thời đại này, các chế độ quân chủ chuyên chế thường được hỗ trợ bởi một lực lượng Quân đội thường trực, mà vị vua - chiến binh kinh điển là Friedrich II Đại Đế - một vị vua rất lớn trong lịch sử nước Phổ.
Trong thời đại của trào lưu triết học Khai sáng mới mẻ, nền quân chủ chuyên chế Pháp suy yếu trong khi hai nền quân chủ chuyên chế của người Đức là Áo và Phổ thì tiến hành cải cách tiến bộ và chấp nhận lý tưởng Khai sáng, với những ông vua năng động như Joseph II nước Áo và Friedrich II Đại Đế nước Phổ. Đó gọi là chế độ "quân chủ chuyên chế Khai sáng", tuy nhiên nó vẫn có hạn chế; đời vua Friedrich II Đại Đế, vị vua anh minh này vẫn trị vì độc đoán, nền quân sự và hành chính Phổ vẫn khắc nghiệt. Ánh sáng của trào lưu triết học đương thời cũng soi sáng cả chế độ quân chủ chuyên chế Tây Ban Nha đương thời.